# Toccata und Fuge F-Dur BWV 540

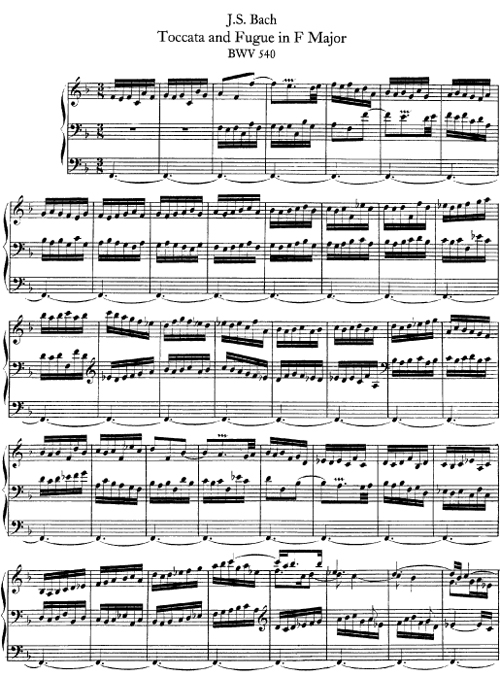
Beginn der Toccata

Die Toccata und Fuge F-Dur BWV 540 ist ein Orgelwerk von Johann Sebastian Bach.

## Entstehung
Die Entstehung des Werkes lässt sich nicht eindeutig bestimmen: Viele meinen, Bach habe zwei früher voneinander getrennt entstandene Werke zu einem Gesamtkunstwerk zusammengefügt. Die Zusammengehörigkeit beider Teile ergibt sich daraus, dass Bach die beiden Fugenthemen aus den Spitzentönen des eröffnenden Toccatenthemas bzw. aus der ersten Sechzehntelkette der Toccata entwickelt hat. Die Entstehung der Toccata wird in der Regel auf die Zeit nach 1714, die der Fuge auf die Zeit vor 1731 geschätzt. Christoph Wolff datiert hingegen beide Teile in Bachs Zeit als Weimarer Hoforganist (ab 1708), während Hans Klotz die Toccata zu den späteren Orgelwerken zählt. Aufgrund ihres ungewöhnlichen Pedalumfangs (bis f1) war die Toccata möglicherweise für die Förner-Orgel auf Neu-Augustusburg, der Residenz des Herzogtums Sachsen-Weißenfels, bestimmt. Andere schreiben das Werk St. Agnus in Köthen zu.

## Toccata

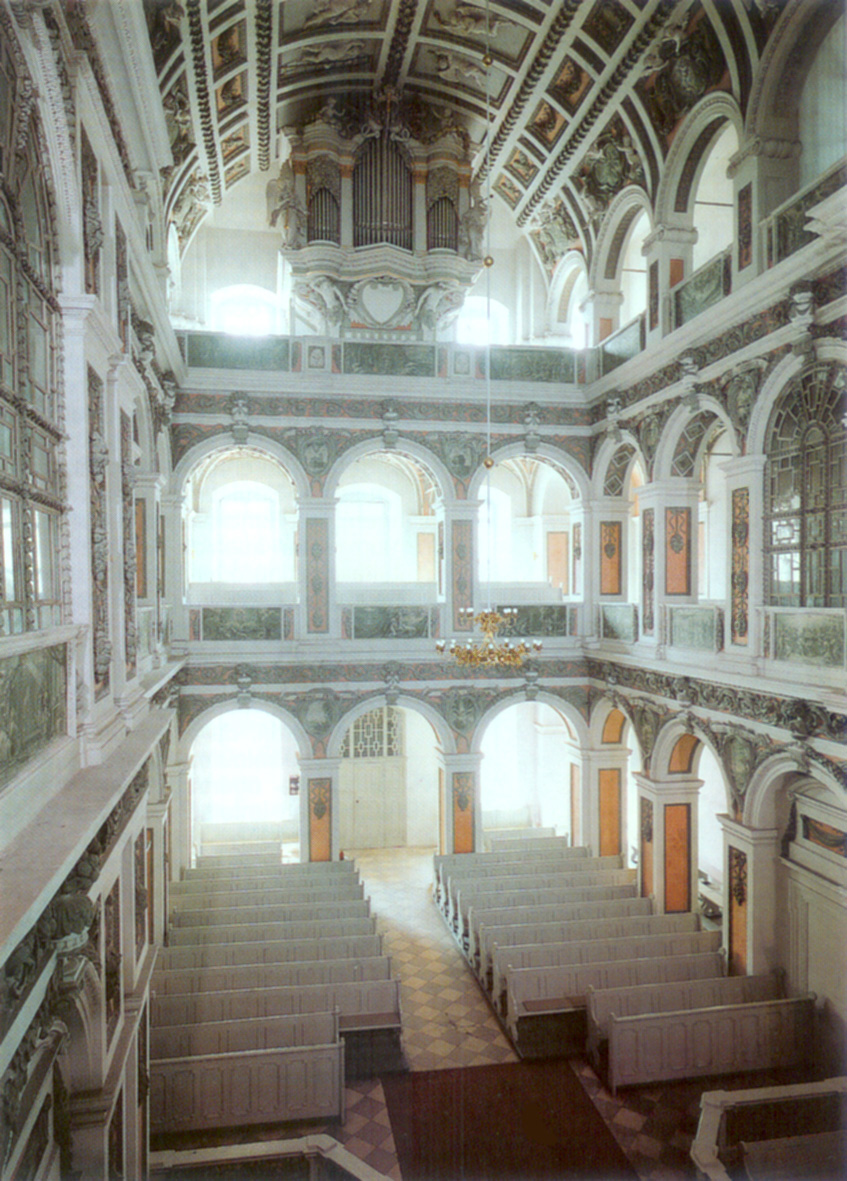
Förner-Orgel der Schlosskirche, Schloss Neu-Augustusburg 2009

Die Toccata startet mit einem ausgedehnten linearen Kanon über einem Orgelpunkt in F-Dur, worauf sich ein aus dem Material scheinbar improvisiertes Pedalsolo anschließt. Der Kanon wird mehrmals variiert wiederholt in der Dominanttonart C-Dur. Dieses Mal findet ein Rollenwechsel der Hände statt, und die linke Hand führt die rechte. Wieder folgt ein langes Pedalsolo. Die zwei ausgedehnten Kanon-Schnörkel umfassen 108 Takte des Werkes, das Pedalsolo 60 Takte. Der Concerto-Satz weist eine siebenteilige Ritornell-Struktur auf. Durch die kanonischen Abschnitte und die Pedalsoli wird vom anfänglichen Grundton F hin zur Dominanttonart C-Dur moduliert. Der ganze Rest des Werks bildet mit seiner konzertanten dreiteiligen Imitation die harmonische Rückführung nach F-Dur. Dieses formale Modell ist einmalig in Bachs Gesamtwerk. Hermann Keller drückt seine Begeisterung wie folgt aus:

„Zu Beginn der ausgedehnten linearen Konstruktion der zwei Kanonstimmen, die stolze Gelassenheit der Soli im Pedal, die durchdringenden Akkordtakte, der feurige Auftrieb des zweien Sujets, die dreisten Modulationsverschiebungen, die Innerlichkeit der drei Moll-Sätze, der prachtvolle Schluss mit seiner berühmten Umkehrung des Septimakkordes, wer würde davon nicht verzaubert?“

Die Toccata F (als Präludium) ist mit 438 Takten im Verhältnis die größte aller Bach-Werke im Format einer Toccata und Fuge. Sie wird deshalb oft als Paradestück betrachtet, wobei die darauffolgende Fuge weggelassen wird. Am harmonischen Aufbau fällt  in der Toccata 45 Takte nach dem zweiten Pedalsolo ein Dominantseptakkord auf, der trügerisch über die dritte Umkehrung der Zwischendominante in den Neapolitaner aufgelöst wird. Insbesondere der verdoppelte Grundton wird erkannt, die Linie in Gegenbewegung chromatisch nach außen zu bewegen. Im Bass gibt es einen absteigenden augmentierten Einklang, der absolut nicht abgewendet werden kann von der erwarteten V. Stufe. Den gewaltigen Trugschluss in Moll auf einen Sekundakkord setzt Bach dreimal in diesem Stück um (Takt 204, 318, 424).

## Fuge
Die Doppelfuge ist nicht sehr bekannt. Das erste Sujet in der Fuge ist chromatisch und schnörkelig verziert. Das zweite Sujet hat eine Menge an Modulationsverschiebungen und wird manchmal anfangs präsentiert als Gegen-Sujet des ersten Themas. Die Fuge ist eine durchgehende Doppelfuge, in der zwei Sujets in separaten Teilen herausgestellt und dann miteinander kombiniert sind. Der Effekt wird gesteigert durch die ansteigende rhythmische Aktivität des zweiten Sujets und dem häufigeren Gebrauch von Modulationen im letzten Teil der Fuge.
Das Bravurstück der Toccata in F mit seinen Pedal-Soli und seiner Virtuosität am Manual bildet einen scharfen Kontrast zu der eher nüchternen Eröffnung der Fuge. Beides repräsentiert zwei verschiedenartige Aspekte des Italienischen Einflusses: die motorischen Rhythmen und das folgegebundene Durchgangswerk der Toccata bzw. der traditionelle alla-breve-Kontrapunkt der Fuge mit seinen Chromatisierungen, seinen harmonischen Aufschiebungen und ununterbrochenen Reihen von Sujets und Beantwortungen. Diese Techniken sind sehr vergleichbar mit denen der Dorischen Toccata d-Moll BWV 538.
Hans Klotz hat aufgrund desselben Tonumfangs die Arie F-Dur BWV 587 als Zwischenstück für diese Komposition vermutet, da es schwer vorstellbar scheint, dass Bachs Toccata, Adagio and Fuge in C-Dur BWV 564 die einzige dreiteilige seiner Orgelkompositionen ist. Die getrennte Entstehungsgeschichte der Sätze widerspricht aber dieser These.